# محمد مناشو
محمد مناشو ولد عام 1882 وتوفي عام 1933، أحد مدرسي جامع الزيتونة بتونس.

## الزيتوني
- درس بجامع الزيتونة وحصل على أعلى شهاداته المعروفة آنذاك باسم التطويع عام 1901.
- اشتغل بالتدريس في المدارس القرآنية، قبل أن يلتحق بالإطار التدريسي لجامع الزيتونة.

## في الجمعيات
نشط الشيخ محمد مناشو في عدد من الجمعيات من أهمها:
- جمعية الشهامة العربية المسرحية التي تأسست في ديسمبر/كانون الأول 1910.
- كما أنه كان العنصر الرئيسي في تأسيس جمعية ودادية أدبية تسمى جمعية الجامعة الزيتونية عام 1919 وقد تقدمت هذه الجمعية بطلب للحصول على تأشيرة العمل القانوني عام 1920، دون أن تحصل عليها.
- ثم كان من مؤسسي جمعية العلماء التي ظهرت في مارس 1933 للدفاع عن المصالح الأدبية والمادية لأساتذة جامع الزيتونة، وقد تولى آنذاك خطة النائب الأول للرئيس، في حين تولى رئاستها الشيخ إبراهيم النيفر.

## في الصحافة
- كتب الشيخ محمد مناشو في عدد من الصحف ومن أهمها مرشد الأمة ومن أهم مواقفه التي عبر عنها آنذاك معارضته لاحتلال ليبيا، ومن بين ما ورد في مقال له تحت عنوان «الحرب الطرابلسية والعالم الإسلامي»: «مدت إيطاليا يد الإثم لولاية طرابلس الغرب وسلت سيف البغي والعدوان... ولكن شلت إيمان أولئك الطامعين فسيقفون دون ما يبغون وقفة من أحاط به اللهيب» إلى أن يقول «ومن التعصب ضد المسلمين أن يعد استياؤهم من صنع إيطاليا تعصبا دينيا يلامون عليه، فإن إيطاليا أوجبت استنكار كافة المنصفين (وقليل ما هم) حتى من رعاياها الذين تبرأوا منها وساءهم ما أتته من التوحش الذي لا يحتمله إنسان» (مرشد الأمة، ع 49-1329/1911).
- كماأشرف الشيخ محمد مناشو عام 1921 على إصدار مجلة البدر التي أعلنت ميولها إلى الجامعة الإسلامية. ويذكر بشأنها الشيخ محمد الفاضل بن عاشور أنها «سارت على منهج بحث علمي راق، ودراسة تاريخية وأدبية عميقة، تسودهما الروح الدينية والسلوب العلمي».